# Roger Vigneron (juriste)
Pour les articles homonymes, voir Roger Vigneron.
Roger Vigneron (9 décembre 1937 - 23 mars 2002) est un juriste belge. Il a été professeur de droit romain à la Faculté de Droit de l'Université de Liège jusqu'en 2002.

## Biographie
Roger Vigneron est né à Eisden le 9 décembre 1937 et est décédé à Pousset (Remicourt) le 23 mars 2002. 

Il a trois enfants: Anne (née le 8 septembre 1961), Lara (née le 27 juillet 1978) et Georges (né le 26 avril 1993).

## Ses études
En parallèle avec ses études de droit effectuées à l'université de Liège, il suit également des cours d’art dramatique au conservatoire de la même ville. Il y obtint notamment le premier prix d’art dramatique avec grande distinction, décerné à l'unanimité.

## Sa carrière à l'université[2],[3]
Après ses études de droit, Roger Vigneron devient assistant du Claude Renard, professeur de droit civil à l’Université de Liège (il a été assistant pendant les années 1961-1964). 

En 1964, il choisit de faire son service civil au Congo (qui deviendra le Zaïre peu de temps plus tard). D’abord chargé de cours suppléant, il devient ensuite professeur de droit civil à l’université Officielle du Congo, fondée en 1955 par l'université de Liège et qui deviendra plus tard l'université Nationale du Zaïre, puis l'université de Lubumbashi. Il y a enseigné le droit des obligations et des contrats entre 1964 et 1971. 

Il revient en Belgique en 1971, alors que la situation politique se dégrade au Congo. Il revient à l’université de Liège, où il redevient assistant. Son ancien patron, Claude Renard lui donne alors mission de se former en droit romain, afin de pouvoir succéder au Professeur Roger Henrion. Les professeurs Claude Renard (Professeur de droit civil à l'université de Liège) et  Gottfried Partsch (Professeur d’histoire du droit à l’université de Liège) lui suggèrent de rencontrer Fritz Sturm, Professeur à l’université de Marbourg. 

C’est sous la direction de Fritz Sturm, que Roger Vigneron se forma au droit romain. De 1972 à 1974, il se rendit de nombreuses fois en Hesse et en 1976, il soutint sa thèse de doctorat.

## Pionnier de l'enseignement interactif[2]
Pendant sa carrière de professeur de droit romain à l'université de Liège, il a toujours veillé à développer des outils pédagogiques modernes.
A une époque où l'informatisation des outils pédagogiques en était encore à ses balbutiements, il a développé un didacticiel de droit romain totalement interactif (la première version date de 1995). Il s’agit là d’un outil didactique qui donne aux étudiants la possibilité d’étudier le droit romain de manière plus dynamique. Cet outil a reçu un accueil très favorable, tant de la part des étudiants que des scientifiques. L’étudiant peut en effet évaluer ses connaissances en droit romain grâce à un système d’auto-évaluation par Q.C.M. (Questionnaires à choix multiples). Sur ce didacticiel, on trouve aussi de larges extraits des vidéogrammes de droit romain, que Roger Vigneron a enregistrés dans les années ’90 et qui ont été diffusés à la télévision, sur TV5-EUROPE, dans le cadre de l’université de nuit.

## Sources
- Jean-François Gerkens, In memoriam Roger Vigneron, in Revue Internationale des Droits de l'Antiquité 50 (2003), p. 15-17.
- Fritz Sturm, In memoriam Roger Vigneron (1937-2002), in Revue historique de droit français et étranger 80 (2002), p. 253-254.
- Fritz Sturm, In Memoriam Roger Vigneron, Zeitschrift der Savigny Stiftung für Rechtsgeschichte - Romanistische Abteilung 120 (2003), p. 436-438.
- Archives du 15e Jour du mois